# Kibaha
Kibaha es una ciudad de Tanzania, capital de la región de Pwani en el este del país. Dentro de la región, forma una subdivisión equiparada a un valiato y es al mismo tiempo la sede administrativa del valiato rural homónimo sin formar parte del mismo.
En 2012, el territorio de la ciudad tenía una población total de 128 488 habitantes.
La localidad se ubica en la periferia occidental de Dar es-Salam, en la salida de la ciudad por la carretera A7 que lleva a Morogoro.
El asentamiento era inicialmente una localidad rural de la etnia zaramo, hasta que en el siglo XX se desarrolló como área periférica de la entonces capital nacional Dar es-Salam.

## Subdivisiones
El territorio de la ciudad se divide en las siguientes 14 katas:
- Kibaha Mjini
- Kongowe
- Maili Moja
- Mbwawa
- Misugusugu
- Mkuza
- Msangani
- Pangani
- Picha ya Ndege
- Sofu
- Tangini
- Tumbi
- Visiga
- Viziwaziwa